# The New Synthax
The New Synthax ist ein Jazzalbum von Matthew Shipp und Mark Helias. Die am 8. Juli 2020 in den Park West Studios, Brooklyn  entstandenen Aufnahmen erschienen am 14. November 2022 auf RogueArt.

## Hintergrund
Der Pianist Matthew Shipp bevorzuge besonders das Duo-Format, notierte John Sharpe. Zu  seiner Diskographie mit mehr als 300 Einträgen würden erfolgreiche Kombinationen mit so unterschiedlichen Partnern wie dem Trompeter Nate Wooley, (What If?) dem Bratschisten Mat Maneri (Gravitational Systems, Conference of the Mat/ts) und den Saxophonisten Darius Jones, Rob Brown und Evan Parker zählen. Eine besondere Vorliebe habe Shipp jedoch für das Bass-/Piano-Duo, weshalb er mehrere Treffen mit seinem langjährigen Weggefährten William Parker (Re-Union) und dem derzeitigen Bassisten seines Trios, Michael Bisio (The Flow of Everything), hatte. Zu diesem illustren Kader gehöre auch seine erste Begegnung mit dem Bassisten Mark Helias bei The New Syntax.

## Titelliste
- Matthew Shipp & Mark Helias: The New Synthax[2]

1. Mystic Rubber Band 5:33
2. Psychic Ladder 6:46
3. Acoustic Electric 7:47
4. Bridge to Loka 7:20
5. We Sing the Body Jazz 7:49
6. The Mystic Garden 6:09
7. The New Syntax 8:01
8. Sonic Swing Particles 5:09
9. Song for You 3:58

Die Kompositionen stammen von Matthew Shipp und Mark Helias.

## Rezeption
Nach Ansicht von John Sharpe, der das Album in All About Jazz rezensierte, würden bei der Begegnung mit Helias die bekannten Tugenden Shipps erhalten bleiben: In ständigem Wandel schmiede er eine einzigartige Mischung aus rhythmischen Figuren, die an Riffs, Melodiefetzen, einem durchschlagenden Bass, romantischen Zwischenspielen und vielem mehr grenzten. Aber die Art und Weise, wie er sie einsetze, sei möglicherweise großzügiger, was zu Anpassungen im Timing und in der Dichte führe. Wie das schillernde Zusammenspiel beweise, seien beide Musiker hervorragend gerüstet, um die Unterschiede und Gemeinsamkeiten zu überwinden. Während Helias‘ Linien sich schräg und manchmal leicht dissonant mit denen von Shipp überschneiden, lasse er sich dennoch bereitwillig auf Passagen trabender Synkopen ein, so dass das gesamte Set angenehm zwischen Jazz und Abstraktion changiere.